# Emil Hansson (Handballspieler, 1997)
Lars Emil Anton Hansson (* 7. Mai 1997 in Ystadt) ist ein schwedischer Handballspieler.

## Karriere

### Im Verein
Emil Hansson spielte bis 2018 für Ystads IF HF und stand danach bei IFK Kristianstad unter Vertrag. Im September 2019 unterschrieb er einen Vertrag bei IFK Ystad HK und spielte hier bis 2021. Für die Saison 2021/22 stand er im Kader des dänischen Vereins Mors-Thy Håndbold. 2022 wechselte er zum deutschen Zweitligaaufsteiger VfL Potsdam. Mit Potsdam stieg er 2024 als Zweitligameister in die 1. Bundesliga auf, 2025 direkt wieder in die 2. Bundesliga ab. Seit der Saison 2025/26 läuft er für den schwedischen Erstligisten Önnereds HK auf.

### In Auswahlmannschaften
Mit der schwedischen Jugend-Nationalmannschaft gewann er die Bronzemedaille beim Europäischen Olympischen Jugendfestival 2013. Zudem stand er im Kader für die U18-Europameisterschaft 2014 und U19-Weltmeisterschaft 2015. Mit den Junioren nahm er an der U21-Weltmeisterschaft 2017 teil. Insgesamt erzielte er 64 Tore in 45 Spielen für die schwedischen Nachwuchsteams.